# 顯子女王
顯子女王（寬永17年2月13日（1640年4月4日） - 延宝4年8月5日（1676年9月12日）），江戶幕府第4代將軍德川家綱的正室（御台所）。伏見宮貞清親王的第3皇女。幼名淺宮，院號高巖院。8代將軍德川吉宗正室真宮理子女王是她的姪女。
明曆3年（1657年）與家綱成婚，住在江戶城的西城。萬治2年（1659年）9月5日，搬到本城，被稱作「御台所樣」。延寶元年（1673年），任命官職位從三位。
延寶4年（1676年）8月5日，37歲時死去。埋葬在東叡山寬永寺。法號「高巖院贈正二位潤圓真大姊」。而且與家綱之間並沒有子嗣。
延寶5年（1677年）8月2日，追贈官職位從一位。